# Aleurocanthus spiniferus
La mosca bianca spinosa degli agrumi (Aleurocanthus spiniferus Quaintance, 1903) è un insetto pterigota parassita degli agrumi e delle piante del tè. Appartiene all'ordine Hemiptera e alla famiglia Aleyrodidae, di cui sono state descritte più di 1 550 specie. A. spiniferus è originario dell'Asia tropicale, dove è stato scoperto per la prima volta in Giappone. Dalla sua scoperta, si è ora diffuso in numerosi continenti tra cui Africa, Australia, America, Isole del Pacifico, e ha raggiunto anche l'Italia. Ovunque si trovi, è diventato un parassita altamente distruttivo. Sono state trovate due popolazioni di A. spiniferus a seconda della pianta o della coltura che infestano: la mosca bianca spinosa degli agrumi e la mosca bianca spinosa del tè.

## Distribuzione
La mosca bianca spinosa degli agrumi si è diffusa in più continenti tra cui Asia, Africa, Australia, America, Isole del Pacifico, ed a raggiunto anche l'Italia. A. spiniferus è notevolmente polifago e può essere osservato non solo sulle piante di agrumi, ma anche su piante di rosa, vite, pesco, pero e guava.

## Riproduzione e ciclo di vita
L'Aleurocanthus spiniferus ha sei stadi di sviluppo e l'intero ciclo biologico si svolge sulla pagina inferiore delle foglie.
Gli stadi di sviluppo sono: uovo (1º stadio), due stadi ninfali sessili (2º e 3º stadio), pupa (4º stadio) e adulto . In termini di identificazione all'interno della famiglia Aleyrodidae, lo stadio pupale (4º stadio) mostra le caratteristiche più distintive delle mosche bianche strettamente imparentate.
Gli adulti, di piccole dimensioni (femmina 1,7 mm e maschio più piccolo), hanno ali di colore grigio-blu metallizzato.
L'inizio e la durata del ciclo di vita, così come il numero di generazioni all'anno, dipendono fortemente dal clima circostante.
 Una temperatura mite, insieme a un'elevata umidità, fornisce un ambiente ideale la crescita e lo sviluppo. Kuwana et al. (1927) sono stati in grado di registrare circa 4 generazioni all'anno, con ben 7 generazioni che si sono verificate in queste condizioni ideali di laboratorio. Questo studio è stato anche in grado di dimostrare la variabilità della durata del ciclo di vita.

## Impatto ecologico
La qualità e la produzione degli agrumi sono le principali aree target su cui si concentrano i ricercatori. A. spiniferus provoca danni diretti e danni indiretti a una pianta infestata. Il danno diretto comprende l'indebolimento degli alberi infestati dovuto all'ingestione di linfa. Il secondo tipo di danno si verifica quando le mosche bianche espellono la melata sulla superficie fogliare. Questo a sua volta favorisce lo sviluppo della fumaggine, che lascia numerose parti della pianta infestata come le foglie, i frutti e i rami ricoperti di fuliggine. Ciò interferisce con la fotosintesi, che di conseguenza diminuisce notevolmente la qualità complessiva della pianta.
È stato osservato che questi parassiti delle piante di agrumi hanno attaccato anche le piante del tè, come la Camellia sinensis che si trova in Giappone. Tuttavia, i ricercatori hanno scoperto che le femmine adulte della popolazione che infesta gli agrumi non deponevano uova sulle foglie delle piante di tè, ma solo su piante di agrumi, dimostrando così l'esclusività di ciascuna popolazione.
Per la sua pericolosità, questo insetto è inserito nelle liste dell'European and Mediterranean Plant Protection Organization (EPPO) degli organismi nocivi da quarantena.

## Metodi di lotta
Molte specie di mosche bianche sono diventate dei parassiti seri, specialmente quando sono state introdotte per la prima volta in nuove regioni geografiche, dove in genere superano le altre specie di parassiti. Questo è amplificato a causa dell'assenza di nemici naturali. L'introduzione di questi nemici naturali è considerata un controllo biologico . Per questo i focolai di mosca bianca spinosa degli agrumi sono stati tenuti sotto controllo con successo attraverso il controllo biologico. Questo controllo biologico è in genere effettuato dalla sua vespa parassitoide, Encarsia smithi. Una delle tante ragioni del successo di questo controllo biologico include la sua adattabilità a nuovi ambienti, che è aiutata dalla sua capacità di migrare con successo in nuove aree. Inoltre, la sua istituzione e la capacità di aumentare le dimensioni della sua popolazione in queste nuove aree giocano un ruolo importante nel loro grado di successo come controllo biologico.
La preferenza del colore è un altro metodo utilizzato dai ricercatori per monitorare le dinamiche della popolazione o, in questo caso, per controllare il numero di insetti nella protezione delle colture. È stato dimostrato che le mosche bianche preferiscono il colore giallo, quindi i metodi che utilizzano queste informazioni sono stati utilizzati per creare una trappola appiccicosa che può aiutare a controllare i focolai.
In risposta alle epidemie sono stati tentati controlli chimici, come l'irrorazione di pesticidi, che possono essere considerati efficaci, tuttavia ciò ha un costo. Le alte concentrazioni di pesticidi, infatti, possono causare con il tempo resistenza agli insetticidi e i pesticidi nelle bevande a base di tè causando rischi di tossicità per l'uomo.  Pertanto, a causa di questi fattori, questo tipo di lotta non si è dimostrato efficace su A. spiniferus, comprese altre mosche bianche presenti nei sistemi colturali.